# Presidentvalet i Serbien 2012
Serbiens president, Boris Tadić, har annonserade att presidentval skulle hållas under 2012. Enligt landets konstitution måste valet hållas senast 30 dagar innan sittande presidentens mandatperiod tar slut.